# Otero de Rey
Otero de Rey (oficialmente y en gallego Outeiro de Rei)  es un municipio de la provincia de Lugo en Galicia. Pertenece a la Comarca de Lugo.

## Geografía
Integrado en la comarca de Lugo y en el conjunto de la unidad geográfica conocida como A Terra Cha lucense, se sitúa a 13 kilómetros del centro de la capital provincial. El término municipal está atravesado por la Autovía del Noroeste id=A-6 entre los pK 503 y 508, además de por la antigua carretera N-VI y por la carretera comarcal LU-115, que permite la comunicación con Castro de Rei. 
El relieve del municipio está formado por un valle tectónico de losas paleozoicas cubierto por amplios depósitos terciarios y cuaternarios, donde se pueden diferenciar tres unidades geográficas: superficies aplanadas, depresiones tectónicas y valles fluviales. Desde el punto de vista geomorfológico, se sitúa dentro de la meseta lucense, caracterizada por su planitud. Por eso, salvo algún otero residual, su altitud media es de 400 metros. Las elevaciones más destacadas son Pena da Cabra (634 metros), A Curutela (631 metros), A Cruz de Paraños (614 metros) y Penas do Castro (514 metros), que se encuentran al oeste y suroeste del territorio. Por el este, la Serra de Teixeiro (500 metros) hace de límite con el municipio de Lugo. La red hidrográfica está presidida por el río Miño y algunos pequeños afluentes. El Miño entra en el territorio haciendo de límite con Cospeito, Begonte y Rábade, discurriendo luego de norte a sur hasta cruzar al municipio de Lugo. En su curso descendente recibe por la margen derecha las aguas del río Támoga, en el límite con Cospeito y Begonte, las del río Ladra, que se desemboca en el llamado Campo de Santa Isabel y, más abajo, las del río Narla, ya en tierras lucenses. 
La altitud del territorio oscila entre los 634 metros al oeste (Pena da Cabra) y los 380 metros a orillas del río Miño. El pueblo se alza a 412 metros sobre el nivel del mar. 
| Noroeste: Rábade y Begonte | Norte: Cospeito | Noreste: Castro de Rey     |
| Oeste: Begonte y Friol     |                 | Este: Castro de Rey y Lugo |
| Suroeste: Friol            | Sur: Lugo       | Sureste: Lugo              |

## Geografía humana

### Organización territorial
El municipio está formado por doscientas cuatro entidades de población distribuidas en veintisiete parroquias:
- Aguiar (San Claudio)[4][5][6]
- Arcos (San Pedro)
- Aspay[5](San Cipriano)[7]
- Bonge[5](San Mamed)[8]
- Caboy[5]
- Canday[5]
- Castelo[5] (El Salvador)[4]
- Cela (Santa María)
- Folgueira (San Nicolás)
- Francos (Santiago)
- Gayoso (Santiago)[4][5]
- Guillar (San Martín)[4]
- Martul (San Pedro)
- Matela (Santa María Magdalena)[4]
- Mosteiro (El Salvador)[4]
- Otero de Rey (San Juan)[5]
- Parada (San Juan)[4]
- Paz[5] (San Fiz)[4][6]
- Robra (San Pedro Félix)[4]
- San Lorenzo de Aguiar[4][5]
- Santa Marina de Otero de Rey[5]
- Santo Tomé de Gayoso[4][5]
- Silvarrey[5]
- Sobrada[5] (Santa María Magdalena)[4]
- Taboy[5]
- Vicinte (Santa María)
- Vilela (Santiago)

### Demografía
Cuenta con una población de 5358 habitantes (INE 2024).
| Gráfica de evolución demográfica de Outeiro de Rei entre 1842 y 2021 |
| |
| Población de derecho según los censos de población del INE Población de hecho según los censos de población del INEEn estos censos se denominaba Otero de Rey: 1842, 1857, 1860, 1877, 1887, 1897, 1900, 1910, 1920, 1930, 1940, 1950, 1960, 1970 y 1981 |

## Patrimonio
- Torre de Sobrada. Localizada en la parroquia de Santa María Magdalena de Sobrada de Aguiar fue levantada en el siglo XV por Fernán Pérez de Ribadeneira sobre una edificación anterior. Fue derruida durante el levantamiento irmandiño en 1467. En la actualidad se encuentra en estado ruinoso.

## Parques zoológicos
En este municipio se encuentran dos parques zoológicos: Marcelle Natureza y Avifauna.